# Riccardo Frizza
Riccardo Frizza (Brescia, 14 de desembre 1971) és un director d'orquestra italià, preferentment dedicat a la direcció d'òperes.
Va estudiar a les acadèmies de música de Milà, Pescara amb Gilberto Serembe i Verona, va ser deixeble de Gianluigi Gelmetti a l'Accademia Chigiana entre 1996-1999 i fins a l'any 2000 va ser director de l'orquestra simfònica de la seva ciutat natal.
Va dirigir el Festival Rossini de Pesaro, el Festival dei Due Mondi a Spoleto, Festival de Martina Franca, Festival Verdi a Parma, Verona, Brescia, al Teatro Verdi a Busseto, Bergamo, Roma, Bolonya, Torí, Gènova i Florència entre altres places líriques italianes.
Internacionalment ha dirigit, entre d'altres, Luisa Miller a Leipzig, I Capuleti e i Montecchi a Bilbao, La fille du regiment a Washington, Rigoletto a Tòquio, Maria Stuarda a Houston, Tancredi a Madrid, Aida a Seattle, Il barbiere di Siviglia a Dresden, Simon Boccanegra a Hamburg, Don Giovanni a Viena, I Capuleti e i Montecchi a Barcelona.
Va debutar al Metropolitan Opera de Nova York l'any 2009 amb Rigoletto i Il trovatore, va tornar a la temporada 2010 per a l'estrena al teatre d'Armida de Rossini amb Renée Fleming.

## Discografia
- Donizetti, La filla del regiment, Gènova, Frizza, DVD
- Donizetti, Maria Stuarda, Macerata 2007 DVD
- Bellini-Donizetti, Recital Juan Diego Florez, Frizza.
- Martinu, Mirandolina, ONBelarus
- Rossini, Tancredi, Florència, DVD
- Rossini, Mathilde de Shabran, Frizza.
- Verdi, Nabucco, Gènova, Frizza, DVD
- Verdi, Erwin Schrott recital, Frizza. Decca